# Cactus Springs (condado de Clark)
Cactus Springs es un área no incorporada ubicada en el condado de Clark en el estado estadounidense de Nevada. Cactus Springs se encuentra localizada en la Ruta federal 95, a solo 60 millas cuadradas (155,4 km²) del noroeste de Las Vegas, en el desierto de Mojave.
Este está cerca de Indian Springs y del emplazamiento de pruebas de Nevada.
Cactus Springs es también el lugar donde se encuentra El templo de la diosa espiritual dedicado a la diosa egipcia Sekhmet, construido en 1993.
La caminata anual "interfaith Sacred Peace", conducida y organizada por el grupo Nevada Desert Experience, es auspiciado, en parte por el templo en el "peacewalk's way" al sur del emplazamiento de pruebas de Nevada

## Geografía
Cactus Springs se encuentra ubicado en las coordenadas 36°34′37″N 115°43′34″O / 36.57694, -115.72611.